# Consultative Committee for Space Data Systems
Le Consultative Committee for Space Data Systèmes (CCSDS, Comité Consultatif pour les Systèmes de Données Spatiales) a été créé en 1982 par les principales agences spatiales mondiales afin de fournir un forum de discussion sur les problèmes récurrents dans le développement et la maintenance des systèmes de données spatiales. Il est actuellement composé de onze agences membres, de vingt-deux agences d'observation et plus de cent industriels associés.
Depuis sa création, cet organisme a développé des normes pour les systèmes de données afin de :
1. réduire le coût de création des fonctions de traitement des données communes en éliminant les conceptions et les développements mono-projet ;
2. promouvoir l'interopérabilité et le support entre les différentes agences spatiales afin de réduire les coûts opérationnels en partageant les installations.

## Membres
- Agence spatiale italienne (ASI), Italie.
- British National Space Centre (BNSC), Royaume-Uni.
- China National Space Administration (CNSA), Chine.
- Agence spatiale canadienne (CSA), Canada.
- Centre national d'études spatiales (CNES), France.
- Deutsches Zentrum für Luft- und Raumfahrt (DLR), Allemagne.
- European Space Agency (ESA), Europe.
- Instituto Nacional de Pesquisas Espaciais (INPE), Brésil.
- National Aeronautics and Space Administration (NASA), États-Unis.
- National Space Development Agency of Japan (NASDA), Japon.
- Agence spatiale fédérale russe (RSA), Russie.

## Recommandations
Le CCSDS fournit des normes recommandées, appelées Livres bleus et des pratiques recommandées, appelées Livres magenta, afin de :
- Réduire le coût de réalisation de missions spatiales
- Permettre le support entre les différentes missions spatiales
- Améliorer la compréhension des données liées au domaine spatial
- Préserver les données archivées dans ce domaine

## Bénéfices du CCSDS
- Promouvoir la compréhension des données échangées
- Réduire les coûts non récurrents :
  - Moins de développements spécifiques
  - Temps de tests réduits
  - Formation des équipes moins longue
- Réduire les coûts récurrents :
  - Plus de matériel de type composant pris sur étagère
  - Moins d'équipements car charges échelonnées
  - Redondance seulement sur les équipements choisis
  - Plus d'automatisation, moins de personnel
- Réduire les risques mission
- Rendre possible la récupération des données archivées

## Normes CCSDS
Normes développées :
- CCSDS Advanced Orbiting System (AOS)
- Audit and Certification of Trustworthy Digital Repositories
- CCSDS File Delivery Protocol (CFDP)
- CCSDS Image Compression standard
- Open Archival Information System (OAIS)
- Packet Telemetry
- Producer Archive Interface Methodology Abstract Standard (PAIMAS)
- Producer-Archive Interface Specification (PAIS)
- Proximity-1 Space Link Protocol
- Spacecraft Monitoring & Control
- Space Link Extension Services (SLE)
- Space Communications Protocol Specifications (SCPS)
  - SCPS-FP
  - SCPS-TP
  - SCPS-SP
  - SCPS-NP
- Telemetry Channel Coding
- XML Telemetric and Command Exchange (XTCE)

## Liens externes

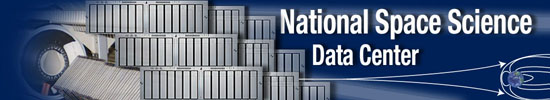
NSSDC (NASA)